# Fahrzeugkontrolle

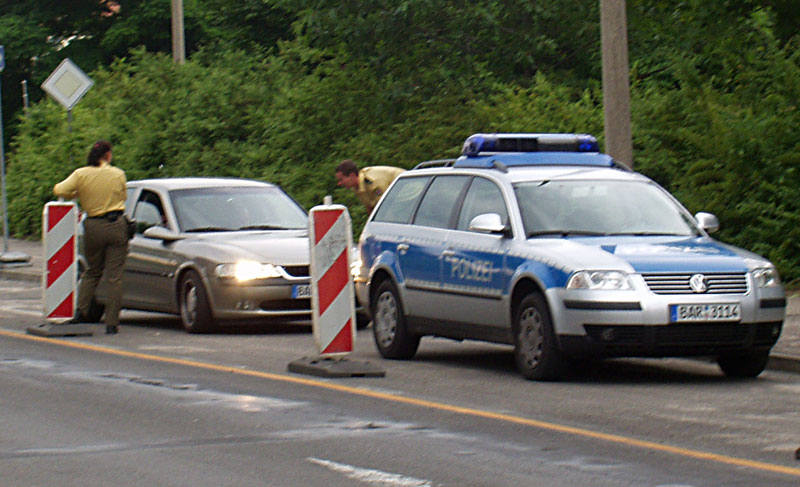
Fahrzeugkontrolle der Polizei Brandenburg

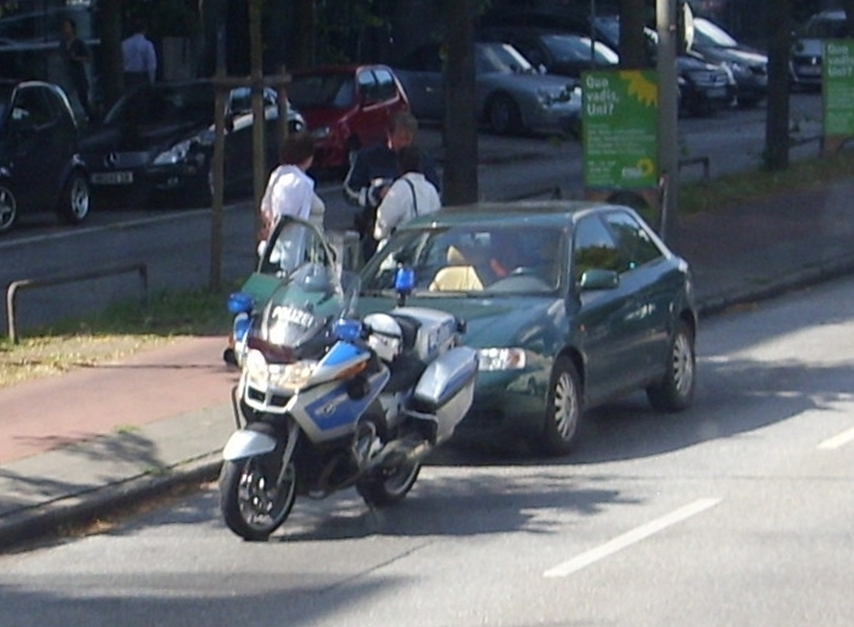
Motorradstreife der Hamburger Polizei bei einer Fahrzeugkontrolle

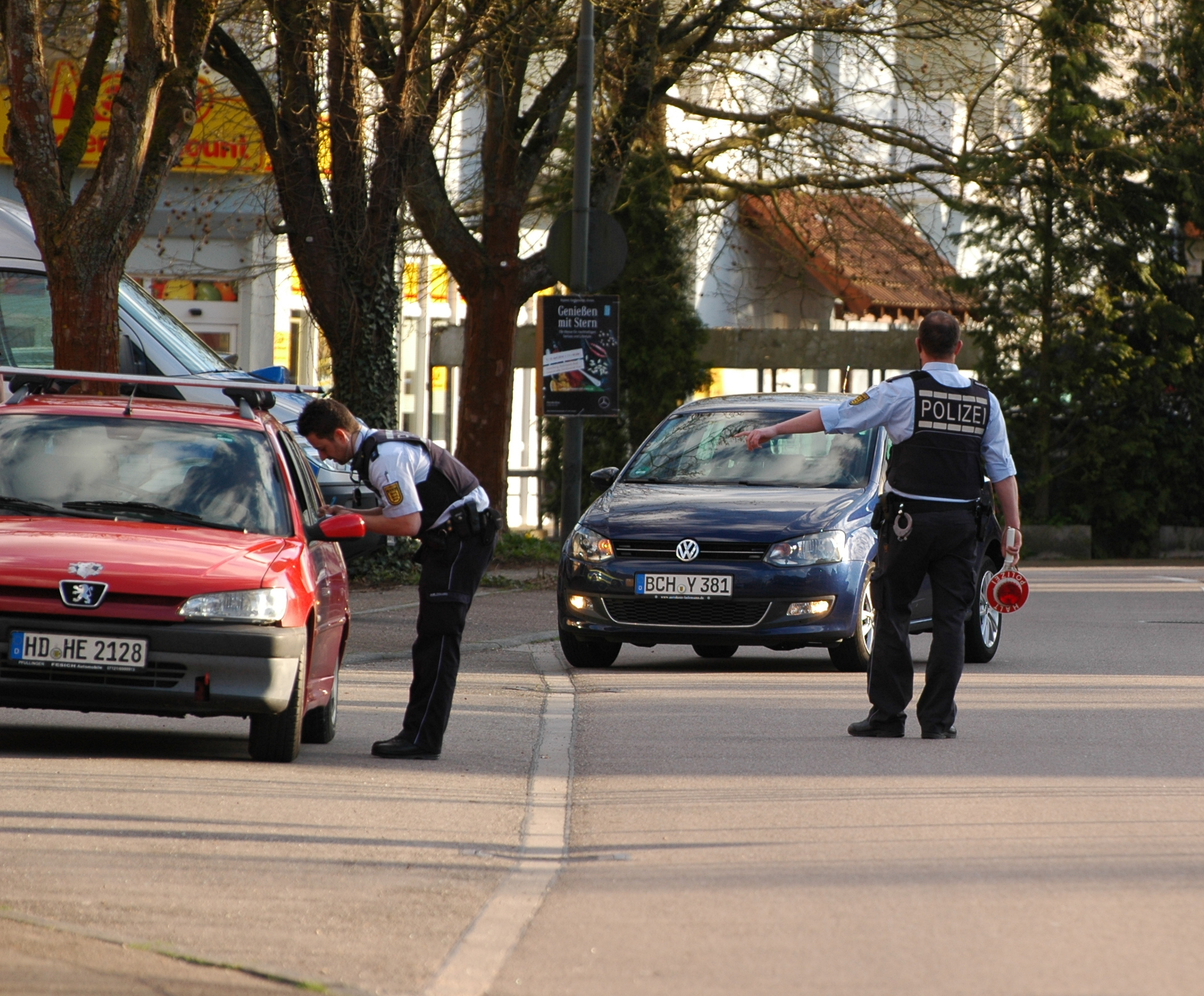
Fahrzeugkontrolle in Bammental bei Heidelberg

Eine Fahrzeugkontrolle ist der Überbegriff für die Durchführung einer Kontrolle eines Fahrzeuges durch Vollzugsbeamte verschiedener Behörden. Sie hat entweder den Grund zur Verkehrsüberwachung oder die Zielsetzung der Öffentlichen Sicherheit, dabei sind unterschiedliche Normen einschlägig. Sie unterscheidet sich vor allem hinsichtlich der Eigensicherungsmaßnahmen erheblich von der Personenkontrolle.
Am häufigsten und bekanntesten sind Fahrzeugkontrollen im Straßenverkehr durch die Polizei, daneben gibt es auch Fahrzeugkontrollen in anderen Bereichen und durch andere Organe, z. B. im Güterkraftverkehr das Bundesamt für Güterverkehr oder in anderen Bereichen wie der Luft- und Schifffahrt. Dieser Artikel ist auf den Straßenverkehr bezogen.

## Situation in Deutschland

### Rechtliche Grundlagen
Die Fahrzeugkontrolle hat unter anderem folgende rechtliche Grundlagen:
- Verkehrskontrolle nach § 36 Straßenverkehrsordnung
- Polizeikontrolle nach Polizeirecht, z. B. für die Bundespolizei das Bundespolizeigesetz
- Kontrollstelle (Ermittlungsverfahren im Strafverfahren) gem. § 111 Strafprozessordnung (StPO)
- Zollkontrolle gem. Abgabenordnung
- Grenzkontrolle an internationalen Grenzen durch die Polizei
- Identitätsfeststellung nach der StPO/OWiG

Die genannten Rechtsgrundlagen können sich teilweise auch überschneiden, siehe Doppelfunktionale Maßnahme. Es gibt verschiedene Intentionen für eine Fahrzeugkontrolle, z. B. die Verfolgung von Straftaten und Ordnungswidrigkeiten (hier jeweils relevant: Identitätsfeststellung), die Gefahrenabwehr, die Amts- und Vollzugshilfe sowie in seltenen Fällen Unterstützungsersuchen anderer Polizeidienststellen.

### Durchführung
Eine Fahrzeugkontrolle wird fast immer seitens der Polizei oder des Zolls mit Unterstützung eines Einsatzfahrzeugs durchgeführt. Groß angelegte Kontrollen erfolgen mittels einer Standkontrolle, ebenfalls ein taktischer Begriff. Im Einzeldienst erfolgen Fahrzeugkontrollen aufgrund einer Einzelfallentscheidung, z. B. unsichere Fahrweise (siehe Fahruntüchtigkeit).
Eine Taktik ist das sogenannte Hamburger Modell: Der Sicherer erscheint zuerst am Fahrzeug, sodass die Insassen abgelenkt sind, erst dann erscheint der einschreitende Beamte am Fahrzeug. Der Vorteil der Vorgehensweise ist, dass nur ein Beamter (der Sicherer) gefährdet ist und dieser bereits einen Überblick über eventuell mitgeführte Waffen erhält.
Bei polizeilichen Anordnungen hat in Deutschland ein Widerspruch keine aufschiebende Wirkung (§ 80 Abs. 2 Nr. 2 VwGO), d. h., zunächst muss ein Bürger den Anweisungen der Polizei Folge leisten. Über Rechtsmittel kann die Maßnahme im Rahmen der Verwaltungsgerichtsbarkeit überprüft werden.
Innerhalb der Schengenstaaten ist für die Polizei gemäß Art. 41 SDÜ von 1990 eine Nacheile beim Verdacht einer Straftat auch bis zu 30 km über das eigene Territorium hinaus möglich. Dies gilt allerdings nur auf dem Landweg und für uniformierte Fahrzeuge der Polizei. Beispiel: Ein stark betrunkener Autofahrer fährt von Deutschland nach Österreich; die deutsche Polizeistreife darf ihn auch auf österreichischem Gebiet innerhalb dieser Zone anhalten.

### Inhalte
Inhalte einer Fahrzeugkontrolle sind unter anderem: Die Überprüfung von Ausweisen sowie die Überprüfung von Personen und der mitgeführten Sachen. Sie kann unter Umständen auch eine Durchsuchung beinhalten.

## Begriff in der Schweiz
Die Fahrzeugkontrolle ist eine Schweizer Einrichtung zur technischen Untersuchung von Kraftfahrzeugen auf Verkehrssicherheit, vergleichbar hierbei mit den deutschen Organisationen TÜV, DEKRA, KÜS, GTÜ und anderen, insoweit sie Fahrzeuge technisch prüfen. Die Prüfung führt das Strassenverkehrsamt des jeweiligen Kantons durch.